# Luciastormfloden 1287
Luciastormfloden  (tyska: Luciaflut) drabbade tyska Nordsjökusten mellan den 13 och 14 december 1287. Mellan 50 000 och 80 000 personer omkom i denna naturkatastrof. 
Längs den tyska delen av kusten var skadorna mycket omfattande. Ett flertal byar förstördes, enbart i Ostfriesland mer än 30 byar. Havsviken Dollart mellan Tyskland och Nederländerna utvidgades. Till följd av denna naturkatastrof tvingades många av de överlevande att flytta från byar på det svårskyddade marsklandet till säkrare geestområden. 
Stora delar av norra Nederländerna blev också svårt skadade, däribland Amsterdam och Rotterdam. Staden Griend förstördes nästan fullständigt. Nederländska Zuiderzee blev genom denna naturkatastrof en havsvik i Nordsjön.